# Ядерна енергетика Філіппін
Ядерна енергетика розглядалася як альтернативне джерело енергії після нафтової кризи 1973 року, в якій постраждали Філіппіни. Атомна електростанція Батаан була побудована на початку 1980-х років, але так і не була запущена. Вона була законсервована колишнім президентом Корасон Акіно через побоювання розплавлення реактора після Чорнобильської катастрофи, а також підвищення ціни на станцію. Аварія на атомній електростанції у Фукусімі загальмувала подальші спроби відродити атомну енергетику на Філіппінах і призупинила спроби відродити станцію.
Пропозиції щодо запуску станції були у 2009 та 2016 роках.
Філіппінський дослідницький реактор-1 з 1963 до 1988 року експлуатувався Філіппінським інститутом ядерних досліджень у Кесон-Сіті.
У грудні 2020 року уряд Філіппін запросив групу експертів Міжнародного агентства з атомної енергії (МАГАТЕ) для огляду ядерної інфраструктури країни. Міністр енергетики Альфонсо Кузі заявив, що місія допоможе нарешті зробити атомну енергетику частиною енергетичного балансу країни.
28 лютого 2022 року президент Родріго Дутерте схвалив і підписав розпорядження про включення атомної енергетики в енергетичний баланс країни, оскільки влада готується поступово припинити роботу вугільних електростанцій і після того, як попередні спроби провалилися через проблеми безпеки. У розпорядженні зазначено, що він може боротися з відключеннями електроенергії та цінами на електроенергію, незважаючи на занепокоєння щодо радіації навколишнього середовища. Дутерте сказав, що атомна енергетика буде використана як життєздатне альтернативне джерело енергії для базового навантаження, оскільки Філіппіни прагнуть вивести з експлуатації вугільні електростанції, щоб допомогти досягти кліматичних цілей. Слабкі електричні зв’язки між понад 1000 населеними островами Філіппінського архіпелагу є проблемою для ядерної політики. Законсервована атомна електростанція Батаан розташована неподалік від Маніли, місця з найбільшим попитом на електроенергію, тому є варіант для відновлення або розміщення нової електростанції.

## Перелік реакторів
| Назва  | Блок №. | Реактор | Реактор      | Статус                                | Чиста потужність (MW) | Початок будівництва | Комерційне використання | Закриття |
| Назва  | Блок №. | Тип     | Модель       | Статус                                | Чиста потужність (MW) | Початок будівництва | Комерційне використання | Закриття |
| ------ | ------- | ------- | ------------ | ------------------------------------- | --------------------- | ------------------- | ----------------------- | -------- |
| Батаан | 1       | PWR     | Westinghouse | Незавершений; заплановане відновлення | 621                   | 1976                |                         | 1986     |